# Agathe von Trapp
Agathe von Trapp, nata Agathe Johanna Erwina Gobertina von Trapp, (Pola, 12 marzo 1913 – Baltimora, 28 dicembre 2010), è stata una cantante e scrittrice austriaca naturalizzata statunitense.
È la figlia maggiore del capitano Georg Ludwig von Trapp e di Agathe Whitehead. Ella fu uno dei membri dei Trapp Family Singers e la sua vita è stata narrata dal musical The Sound of Music e dall'omonimo film musicale raffigurata nel personaggio "Liesl" e anche dal film La famiglia von Trapp - Una vita in musica.

## Biografia
Agathe von Trapp Crebbe a Zell am See con i suoi fratelli: Rupert von Trapp (1911-1992) Maria Franziska von Trapp (1914-2014), Werner von Trapp (1915-2007), Hedwig von Trapp (1917-1972) e Johanna von Trapp (1919-1994). La sua ultima sorella Martina von Trapp (1921-1951) nacque a Klosterneuburg (Austria).
Agathe, i suoi sei fratelli, il padre e la matrigna, Maria Augusta Trapp, costituirono il gruppo canoro Trapp Family Singers, che ispirò nel 1959 il musical di Broadway, ed il film musicale del 1965, The Sound of Music. I von Trapps lasciarono l'Austria dopo l'Anschluss, dopo aver rifiutato di cantare alla festa per il compleanno di Hitler, ed il rifiuto, da parte di Georg von Trapp, di accettare un incarico nella Marina militare tedesca. Essi si trasferirono negli Stati Uniti nel 1938, stabilendosi nel Vermont nel 1942. Il gruppo girò per tutti gli Stati Uniti fino al 1956.
Agathe cantò come soprano nel coro assieme alla sorella Johanna von Trapp. Dopo la morte del padre nel 1947 la famiglia cessò l'attività canora. Ella divenne cittadina statunitense nel 1948 e si trasferì a Baltimora, dove si occupò di un asilo d'infanzia per trentacinque anni fino al 1993.
Rosemarie von Trapp (nata 1929), Eleonore von Trapp (nata 1931), e Johannes von Trapp (nata 1939) erano i suoi fratellastri.
Agathe ha pubblicato, nel 2003, Agathe von Trapp: Memories Before And After The Sound Of Music, che racconta la vera storia della leggendaria famiglia von Trapp, e comprende decine di disegni, foto ed illustrazioni relative alla storia della famiglia.
Muore nel 2010 ed oggi riposa a Stowe, Vermont, con i familiari nei Trapp Family Lodge Grounds.